# 駿東伊豆消防本部
駿東伊豆消防本部（すんとういずしょうぼうほんぶ）は、静岡県東部を管轄する消防本部。消防組合の正式名称は駿東伊豆消防組合（すんとういずしょうぼうくみあい）。
2016年（平成28年）4月1日に消防広域化により田方消防本部、沼津市消防本部、伊東市消防本部、東伊豆町消防本部、清水町消防本部が統合し発足した。

## 沿革
- 2012年（平成24年）
  - 3月26日 - 駿東伊豆地区消防救急広域化協議会設立総会がホテルサンバレー富士見にて開催される。
  - 5月30日 - 清水町役場にて平成24年度第2回駿東伊豆地区消防救急広域化協議会が開催される。
  - 6月7日 - 田方消防本部にて平成24年度第3回駿東伊豆地区消防救急広域化協議会が開催される。
  - 8月31日 - 沼津市消防本部にて平成24年度第4回駿東伊豆地区消防救急広域化協議会が開催される。
  - 12月13日 - ホテルサンバレー冨士見にて平成24年度第5回駿東伊豆地区消防救急広域化協議会が開催される。
  - 12月25日 - 平成24年度第6回駿東伊豆地区消防救急広域化協議会（書面会議）の回報期限日。
- 2013年（平成25年）
  - 2月5日 - 田方消防本部にて平成24年度第7回駿東伊豆地区消防救急広域化協議会が開催される。
  - 3月28日 - ホテルサンバレー冨士見にて平成24年度第8回駿東伊豆地区消防救急広域化協議会が開催される。
  - 5月20日 - 田方消防本部にて平成25年度第1回駿東伊豆地区消防救急広域化協議会が開催される。
  - 7月4日 - ホテルサンバレー冨士見にて平成25年度第2回駿東伊豆地区消防救急広域化協議会が開催される。
  - 7月【この月】 - 駿東伊豆地区消防通信指令事務協議会を法定協議会として設置する。
  - 8月25日 - 田方消防本部にて平成25年度第3回駿東伊豆地区消防救急広域化協議会が開催される。
  - 9月22日 - 田方消防本部にて平成25年度第4回駿東伊豆地区消防救急広域化協議会が開催される。
  - 10月25日 - 田方消防本部にて平成25年度第5回駿東伊豆地区消防救急広域化協議会が開催される。
  - 11月 - 駿東伊豆地区消防救急広域化協議会を任意の協議会から法定協議会とする。
- 2014年（平成26年）
  - 3月26日 - 田方消防本部にて平成25年度第6回駿東伊豆地区消防救急広域化協議会が開催される。
  - 10月9日 - 田方消防本部にて平成26年度第1回駿東伊豆地区消防救急広域化協議会が開催される。
  - 11月13日 - 田方消防本部にて平成26年度第2回駿東伊豆地区消防救急広域化協議会が開催される。
  - 12月17日 - 田方消防本部にて平成26年度第3回駿東伊豆地区消防救急広域化協議会が開催される。
- 2015年（平成27年）
  - 1月9日 - 田方消防本部にて平成26年度第4回駿東伊豆地区消防救急広域化協議会が開催される。
  - 1月【この月】 - 駿東伊豆地区広域消防運営計画を策定する。
  - 3月23日 - 田方消防本部にて平成26年度第5回駿東伊豆地区消防救急広域化協議会が開催される。
  - 4月 - 静岡県から一部事務組合規約変更許可を受ける。
  - 8月17日 - 田方消防本部にて平成27年度第1回駿東伊豆地区消防救急広域化協議会が開催される。
  - 11月13日 - 沼津市消防本部にて平成27年度第2回駿東伊豆地区消防救急広域化協議会が開催される。
  - 12月14日 - 田方消防本部にて平成27年度第3回駿東伊豆地区消防救急広域化協議会が開催される。
- 2016年（平成28年）
  - 2月1日 - 沼津市消防本部にて平成27年度第4回駿東伊豆地区消防救急広域化協議会が開催される。駿東伊豆消防指令センターの運用開始。
  - 4月1日 - 消防広域化により、新たに沼津市、伊東市、賀茂郡東伊豆町、駿東郡清水町が組合に加入。田方消防本部、沼津市消防本部、伊東市消防本部、東伊豆町消防本部、清水町消防本部が統合し、駿東伊豆消防本部発足。
- 2017年（平成29年）
  - 1月21日 - 沼津北消防署原分署の新庁舎が完成。開署式及び庁舎見学会が開催される。
  - 6月19日 - ロンドン高層建築物火災を受け、第一方面本部消防室と沼津南消防署が合同で、イーラdeに対し、緊急立入調査を実施。
- 2018年（平成30年）
  - 4月1日 - 電話通訳センターを介した三者間同時通訳による119番多言語対応が導入される。
  - 6月8日 - 沼津北消防署に高度救助隊が発足。
- 2020年（令和2年） - 第3方面（伊東市、東伊豆町を管轄）に水難救助隊が発足。
- 2021年（令和3年）
  - 4月2日 - 沼津北消防署に高度救助隊の救助工作車が更新配備される。
  - 4月【この月】 - 田方北消防署に総務省消防庁貸与の重機搬送車が配備される。
  - 7月3日 - 熱海市伊豆山土石流災害が発生。静岡県知事からの要請を受け静岡県相互応援協定に基づき出動し同年7月30日まで活動。

## 組織
- 消防本部
  - 消防部
    - 企画課（企画係、財務係）
    - 総務課（総務係、人事係、給与係）
    - 予防課（予防係、危険物係、調査係、査察係）

  - 警防部
    - 警防課（警防係、装備係、東京2020オリンピック・パラリンピック競技大会対策室）
    - 救急課（救急係、救急指導係）
    - 通信指令課（駿東伊豆消防指令センター）（システム係、通信指令係）

  - 第一方面
    - 沼津北消防署
      - 原分署
      - 救急ワークステーション（沼津市立病院内、救急隊のみ配備）

    - 沼津南消防署（第一方面本部）
      - 静浦分署
      - 内浦出張所
      - 西浦出張所
      - 大平出張所
      - 戸田出張所

    - 清水町消防署

  - 第二方面
    - 田方中消防署（第二方面本部）
    - 田方北消防署
    - 田方南消防署
      - 西出張所

  - 第三方面
    - 伊東消防署（第三方面本部）
      - 八幡野分署
      - 宇佐美出張所
      - 吉田出張所

    - 東伊豆消防署

## 主力機械
- 救助工作車
- 水槽付きポンプ車
- ポンプ車
- 指揮車
- 司令車
- はしご車（屈折放水車含む）
- 資機材搬送車
- 人員搬送車
- 火災調査車
- 高規格救急車
- 救急広報車

|              | 住所                    | 分署                                                             | 出張所                                                                                       |
| ------------ | ----------------------- | ---------------------------------------------------------------- | -------------------------------------------------------------------------------------------- |
| 沼津北消防署 | 沼津市寿町2-10          | 原:沼津市原1431-10 救急ワークステーション: 沼津市東椎路春ノ木550 |                                                                                              |

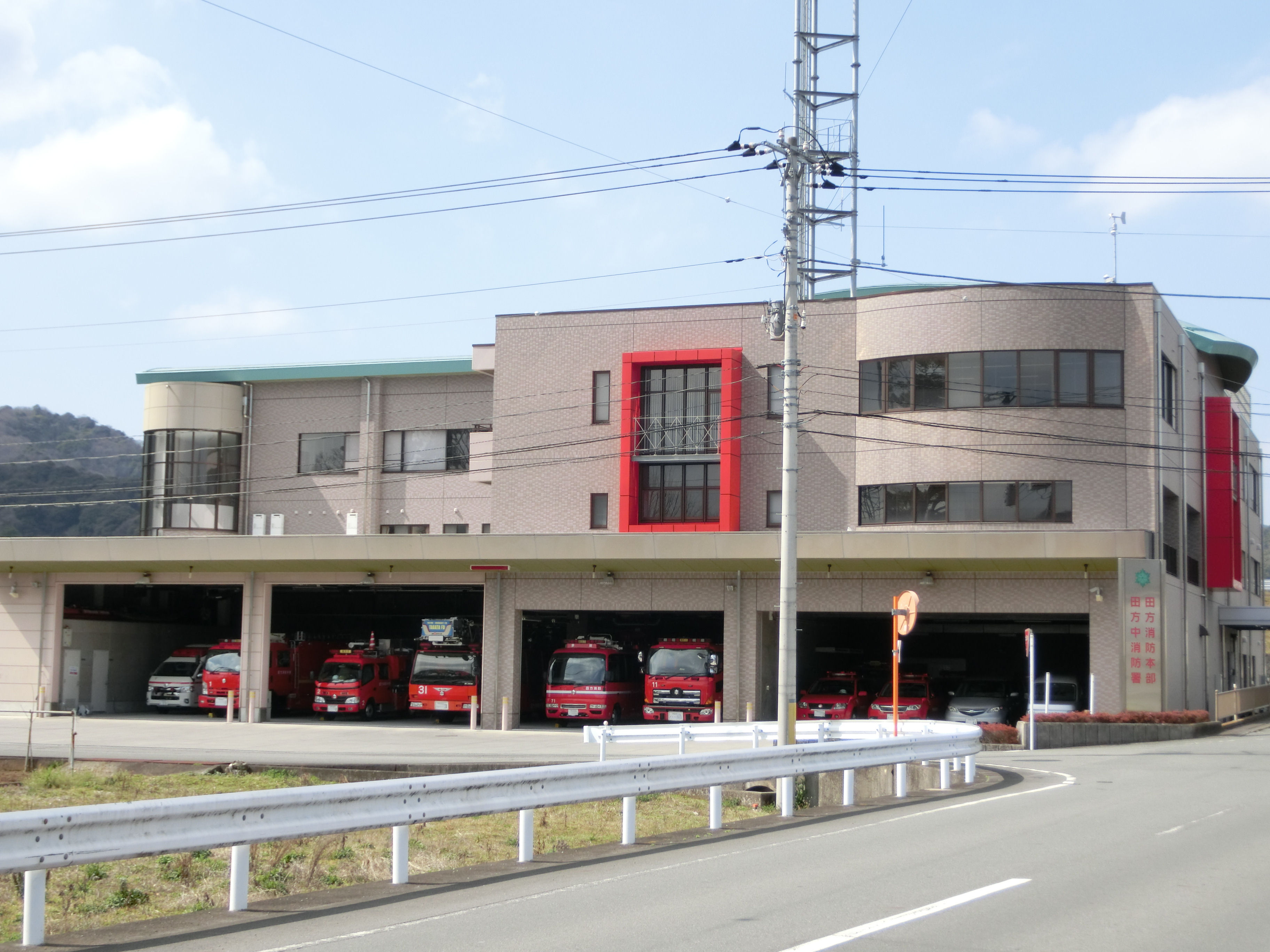
田方中消防署

| 沼津南消防署 | 沼津市吉田町20-1        | 静浦:沼津市獅子浜14-1                                            | 内浦:沼津市内浦三津88-12 西浦:沼津市西浦立保22-1 大平:沼津市大平1442-6 戸田:沼津市戸田1306-1 |
| 清水町消防署 | 駿東郡清水町堂庭212-1   |                                                                  |                                                                                              |
| 田方北消防署 | 田方郡函南町仁田394-1   |                                                                  |                                                                                              |
| 田方中消防署 | 伊豆の国市白山堂327-1   |                                                                  |                                                                                              |
| 田方南消防署 | 伊豆市日向51-1          |                                                                  | 西:伊豆市土肥701                                                                             |
| 伊東消防署   | 伊東市桜木町一丁目1-3   | 八幡野:伊東市八幡野1189-107                                      | 宇佐美:伊東市宇佐美1641-7 吉田:伊東市吉田571-2                                               |
| 東伊豆消防署 | 賀茂郡東伊豆町稲取17-10 |                                                                  |                                                                                              |